# Gonzaga Duque
Luís Gonzaga Duque Estrada, ou apenas Gonzaga Duque, (Rio de Janeiro, 21 de junho de 1863 – Rio de Janeiro, 29 de setembro de 1911) foi um escritor brasileiro. Nasceu na cidade do Rio de Janeiro, a 21 de junho de 1863.

## Biografia

### Primeiros anos
Gonzaga Duque era filho adotivo de José Joaquim da Rosa, e sua mãe se chamava Luiza Duque Estrada. (Lins, Vera, 1991) Após os primeiros estudos, Gonzaga Duque ingressou no Colégio Abílio, um dos mais importantes estabelecimentos de ensino da época no Rio de Janeiro. Mais tarde transferiu-se para o colégio Meneses Vieira, também em sua cidade natal. Concluiu, porém, o curso secundário em Petrópolis, no Colégio Paixão, e tudo indica que Gonzaga Duque não seguiu os estudos superiores.

### A obra
Autor de contos e de um único romance - Mocidade Morta -, Gonzaga Duque é um escritor que se identifica com os Simbolistas do final do século XIX e início do XX. Os Simbolistas é o único grupo que nunca teve nenhum candidato à Academia Brasileira de Letras, mesmo tendo entre seus nomes autores da estatura de Cruz e Souza e Alphonsus de Guimaraens - a exceção será o historiador paranaense Rocha Pombo, autor do romance No Hospício. Gonzaga Duque tem sua obra estreitamente ligada às artes visuais. 

## Mocidade Morta
Seu romance Mocidade Morta (1900) é uma obra única na literatura brasileira ao relatar o cotidiano e as ideias de jovens artistas partidários de valores modernos expressos no Rio de Janeiro do Segundo Reinado, no qual a arte oficial privilegiava uma visão conservadora e acadêmica. Mocidade Morta continua menosprezado pela crítica contemporânea. José Guilherme Merquior o considera "romance, de pouca ação, alguma morbidez e muita tagarelice 'intelectual' do crítico de arte 'decadente' Gonzaga Duque.". Alfredo Bosi não deixa por menos, mas reconhece que "o livro de Gonzaga Duque tem importância documental". A edição mais recente de Mocidade Morta, da Fundação Casa de Rui Barbosa (1995), com os estudos de Adriano da Gama Kury "Linguagem e Estilo de Mocidade Morta" e de Alexandre Eulálio "Estrutura Narrativa de Mocidade Morta", repõe em outros termos a contribuição do livro. Paulo Sergio Duarte sublinha que "O estilo do romance é nômade e trafega do naturalismo ao simbolismo, alcançando eclético equilíbrio num movimento que se ocupa de múltiplas dimensões da sociedade e do que seria a vida intelectual do Rio de Janeiro na segunda metade do século XIX, e introduziria, na literatura brasileira, o cotidiano dos artistas em confronto com os valores da Imperial Academia e Escola de Belas Artes" e lembra que "Não se pode deixar de lembrar o que todo historiador da arte no Brasil sabe: há grande distância e diferença de densidade entre o ambiente artístico, aquele das artes visuais, e o ambiente literário no Rio de Janeiro do final do século XIX."

## O crítico de arte

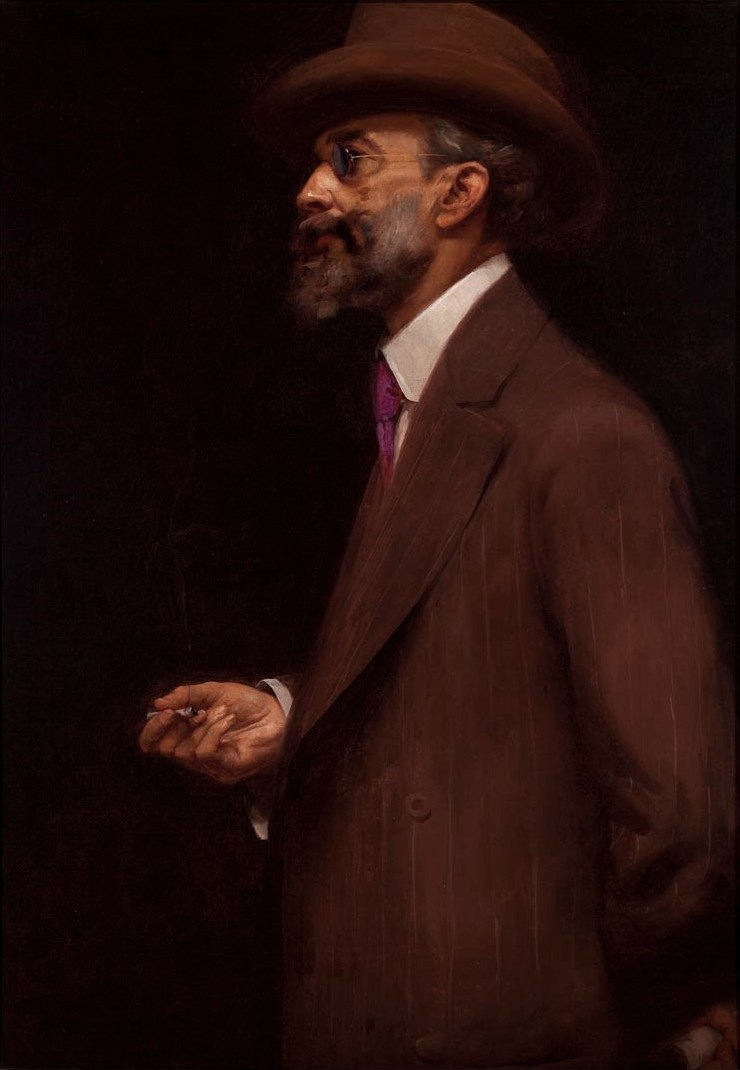
Eliseu Visconti - Retrato de Gonzaga Duque - Museu Nacional de Belas Artes do Rio de Janeiro

Gonzaga Duque foi o autor da primeira exposição sistemática sobre a arte no Brasil no seu livro "Arte Brasileira", e um crítico de arte profissional - esta atividade assegurava sua sobrevivência. Suas críticas do período dão a dimensão da modernidade local nos seus primeiros passos e, surpreendentemente, com muitos artistas vivendo de seu próprio trabalho, o que demonstra a existência de um mercado de arte em germe. Figura conhecida e atuante no meio artístico carioca, é retratado por diversos artistas, entre os quais Eliseu Visconti (1866 - 1944), Belmiro de Almeida (1858 - 1935), Rodolfo Amoedo (1857 - 1941) e Presciliano Silva (1883 - 1965). A estudiosa de Gonzaga Duque, Vera Lins, apresenta uma visão abrangente de sua obra em seu livro "A Estratégia do Franco-Atirador" e acrescenta, como apêndice, uma preciosa seleção do diário de Gonzaga Duque: "Meu Jornal - um diário de Gonzaga Duque". Vera Lins pesquisou o arquivo de Gonzaga Duque da Fundação Casa de Rui Barbosa, no Rio de Janeiro, e uma apreciação deste acervo se encontra disponível na Internet: Casa de Rui Barbosa: Vera Lins: Linhas cruzadas - decifrando o arquivo de Gonzaga Duque pdf.

## Obras
Gonzaga Duque. Arte Brasileira. São Paulo: Mercado de Letras, 1994.
Gonzaga Duque. Mocidade Morta. Rio de Janeiro: Fundação Casa de Rui Barbosa, 1995. 
Gonzaga Duque. Horto de Mágoas - contos. Org. Vera Lins e Júlio Castañon Guimarães. Prefeitura da Cidade do Rio de Janeiro, 1996. Em web.archive.org .
Gonzaga Duque. Impressões de um Amador: textos esparsos de crítica, 1882-1909. Org. Vera Lins e Júlio Castañon Guimarães. Belo Horizonte: Editora UFMG, 2001.
Gonzaga Duque. Revoluções brasileiras: resumos históricos. Org. Francisco Foot Hardman e Vera Lins. Belo Horizonte: Editora UFMG, co-edição Giordano, 1998. Edição de 1905 em Google Livros.